# Rysslands Billie Jean King Cup-lag
Rysslands Billie Jean King Cup-lag representerar Ryssland i damtennisturneringen Billie Jean King Cup, och kontrolleras av Rysslands tennisförbund. 

## Historik
Ryssland deltog första gången i turneringen 1993. Laget vann turneringen 2004, 2005, 2007, 2008 och 2020–2021 samt noterades för finalförluster åren 1999, 2001, 2011, 2013 och 2015.
Laget stängdes av från tävlingen efter Rysslands invasion av Ukraina i februari 2022.

### Fotnoter
1. ↑  ”Tjeckien avgjorde i dubbeln”. Göteborgs-Posten. 15 november 2015. Arkiverad från originalet den 8 december 2015. https://web.archive.org/web/20151208153605/http://www.gp.se/sport/1.2897575-tjeckien-avgjorde-i-dubbeln. Läst 29 november 2015.
2. ↑  ”Ryssland stängs av men Medvedev får spela” (på svenska). Sveriges Radio. 1 mars 2022. https://sverigesradio.se/artikel/tennisbeskedet-ryssland-stangs-av-men-medvedev-far-spela. Läst 27 november 2022.